# Michelle Khine
Michelle Khine es una doctora estadounidense especializada en nanotecnología e innovadora de la Universidad de California en Irvine, cofundadora de Fluxion Biosciences Inc., fundadora científica de la plataforma de nanotecnología Shrink, así como asistente y profesora fundadora de la Escuela de Ingeniería de la Universidad de California en Merced.

## Trayectoria
Michelle obtuvo su Bachelor of Science en 1999 y su Master of Science en 2001, bajo la dirección de Dennis Lieu, en Ingeniería Mecánica en la Universidad de California en Berkeley. Continuó su educación en la UC Berkeley y en la Universidad de California en San Francisco (UCSF), recibiendo su doctorado en 2005, bajo la dirección de Luke P Lee, en Bioingeniería. Mientras cursaba sus estudios de posgrado, trabajó en el Laboratorio Nacional de Sandía como becaria MESA y fue cofundadora de Fluxion Biosciences (San Francisco, Ca), que se basó en su trabajo de tesis.
Khine, profesora asociada de ingeniería biomédica en la Escuela de Ingeniería Henry Samueli, es responsable de experimentar con los juguetes infantiles Shrinky Dinks para construir canales microfluídicos. Su investigación ha permitido avances tecnológicos en industrias como la investigación biológica y los diagnósticos médicos. Khine es una investigadora ampliamente publicada, con múltiples subvenciones y honores en materia de patentes, incluyendo la Revisión de Tecnología del Instituto de Tecnología de Massachusetts (MIT) de 2009: Premio TR35: Seleccionado como uno de los 35 mejores innovadores menores de 35 años del mundo. Michelle Khine también forma parte de varios comités de revisión, siendo el más notable el Centro de Revisión Científica de los National Institutes of Health.

## Logros y reconocimientos
En noviembre de 2000, Khine y su compañera Melodie Metzger establecieron un récord mundial de velocidad utilizando el vehículo de propulsión humana de la Universidad de Berkeley (Bearacuda), alcanzaron una velocidad máxima de 35,6 millas por hora (57,29 km/h) para obtener el récord en tándem en la prueba de velocidad de salida de vuelo de 200 metros de las mujeres.
En septiembre de 2009, el MIT reconoció la trayectoria de Khine con el Premio TR35 de la Revisión de Tecnología y fue seleccionada como una de las 35 mejores innovadoras menores de 35 años del mundo.

## Publicaciones seleccionadas
- Ionescu-Zanetti C., Blatz A., Khine, M., "Electrophoresis-Assisted Single-Cell Electroporation for Efficient Intracellular Delivery", Biomed Microdevices. 10(1):113-6, 2008.
- Grimes A., Breslauer D.N, Long M., Pegan J., Lee L.P., Khine, M., "Shrinky-Dink Microfluidics: Rapid Generation of Deep and Rounded Patterns", Lab on a Chip. 8(1):170-2, 2008. Highlighted in Chemical and Engineering News, Chemical Technology, on the Front page of American Chemical Society Homepage, (acs.org), front page of Lab on a Chip Homepage, and Wired. Most accessed paper January 2008.[3]
- Chen, C.S., Breslauer, D.N., Luna, J.I., Grimes, A., Chin, W.C., Lee, L.P, Khine M., "Shrinky Dink Microfluidics: 3-D Polystyrene Chips," Lab on a Chip, 8, 622–624, 2008. Highlighted in Nature Medicine (May 2008).[4]
- Nguyen, D., Pegan, J., Sa, S., McCloskey,K.E., Manilay, J.O., Khine, M.,"Shrink-Induced Honeycomb Microwells for Uniform Embryoid Bodies" accepted to Lab on a Chip.[5]